# Cabal comunitari
Cabal comunitari (en francès: acquis communautaire) és una expressió que s'utilitza en el dret de la Unió Europea per a fer referència al conjunt del corpus jurídic comunitari, és a dir la suma dels drets i obligacions jurídiques que enllacen els estats membres de la Unió Europea.
El criteri del cabal comunitari és un dels tres criteris de Copenhaguen junt al criteri polític i el criteri econòmic, els països candidats a ingressar a la Unió Europea han de trasposar el cabal comunitari a la seva legislació nacional i aplicar-la com més tard el dia de la seva adhesió efectiva a la Unió Europea.
Segons el Glossari de la Unió Europea, el cabal comunitari està en evolució constant i comprèn:
- El contingut, els principis i els objectius polítics dels tractats;
- la legislació adoptada en aplicació dels tractats i a jurisprudència del Tribunal de justícia;
- les declaracions i resolucions adoptades en UE;
- els actes rellevants de la política estrangera i de seguretat comuna;
- els actes convinguts en justícia i afers interiors;
- els acords internacionals en UE.

## Capítols del cabal comunitari

### Els 31 capítols (2004-2007)
En el procés de noves adhesions d'estats a la Unió Europea de 25 a 27 membres hi figuren els següents 31 capítols:
- Capítol 1. Lliure circulació de mercaderies
- Capítol 2. Lliure circulació de persones
- Capítol 3. Lliure pretació de serveis
- Capítol 4. Lliure circulació de capitals
- Capítol 5. Dret de societats
- Capítol 6. Política de la concurrència
- Capítol 7. Agricultura
- Capítol 8. Pesca
- Capítol 9. Política de transports
- Capítol 10. Fiscalitat
- Capítol 11. La Unió econòmica i monetària
- Capítol 12. Estadístiques
- Capítol 13. Política social i d'ocupació
- Capítol 14. Energia
- Capítol 15. Política industrial
- Capítol 16. Les petites i mitjanes empreses
- Capítol 17. Ciència i Recerca
- Capítol 18. Educació i formació
- Capítol 19. Telecomunicacions i tecnologies de la informació
- Capítol 20. Cultura i política audiovisuale
- Capítol 21. Política regional i coordinació dels instruments estructurals
- Capítol 22. Medi ambient
- Capítol 23. Consumidors i protecció de la salut
- Capítol 24. Cooperació en justícia i afers interiors
- Capítol 25. Unió duanera
- Capítol 26. Relacions exteriors
- Capítol 27. Política estrangera i de seguretat comuna (PESC)
- Capítol 28. Control financer
- Capítol 29. Disposicions financeres i pressupostàries
- Capítol 30. Institucions
- Capítol 31. Altres